# Benachin

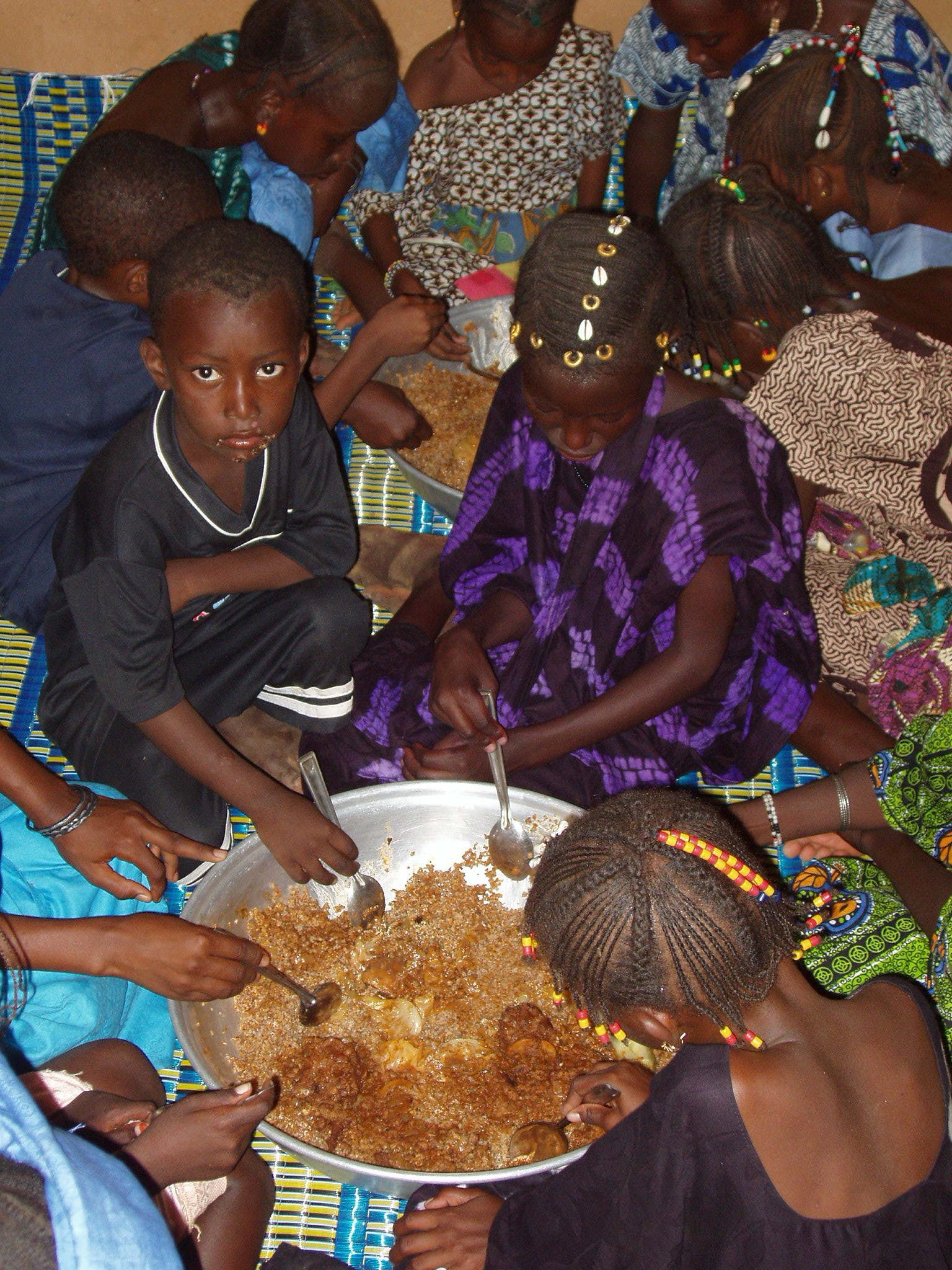
Kinder in Senegal essen Benachin

Benachin oder auch Joloffreis, Jollofreis (engl. jollof rice) ist eine andere Bezeichnung für das senegalesische Reisgericht Thieboudienne. Es ist ein traditionelles Reisgericht aus dem Senegal, das dort als Nationalgericht gilt. Das Reisgericht ist mittlerweile in vielen westafrikanischen Ländern wie Gambia, Elfenbeinküste, Ghana, Guinea Conakry, Guinea-Bissau, Nigeria, Mali, Sierra Leone und Kamerun sowie in einigen Ländern Zentralafrikas sehr verbreitet. Die Rezeptur unterscheidet sich von der für das in Ghana verbreitete Omo Tuwe.

## Namen
Ben-chin in der Wolof-Sprache bedeutet wörtlich übersetzt Ein-Topf. Thieboudienne wird in Guinea, Elfenbeinküste und Kamerun Riz Graz oder Fett Reis genannt, während es in Gambia Benachin heißt und Jollof Rice in anderen englischsprachigen westafrikanischen Ländern. Jollof ist eine andere Schreibweise für das Volk der Wolof, die ursprünglich aus dem Reich Jolof stammen. Aber auch andere Ethnien bereiten dieses Gericht genauso häufig und gerne zu. Durch die Zugabe von Tomatenmark ist der Reis rot gefärbt, was auch die Namensvariante Roter Reis erklärt.

## Das Gericht
Benachin enthält neben Reis und Tomatenmark in der Regel Cassave, hierbei handelt es sich um den in Westafrika gebräuchlichen Namen für Maniok, sowie Süßkartoffeln (Batate). Außerdem gehört noch Fisch oder Fleisch hinein. Durch die Süßkartoffeln ist der Geschmack zwar leicht süßlich, wird jedoch durch die Schärfe dominiert. Alle Teilnehmer der Mahlzeit essen in der Regel gemeinsam aus einem Topf oder von einer Platte, traditionell mit der rechten Hand, da die linke Hand im muslimischen Senegal als unrein gilt.